# MaNGOS
MaNGOS (Massive Network Game Object Server) je open source, multiplatformní, objektově orientovaný serverový projekt, donedávna hostovaný na SourceForge (od 21. září 2006), nicméně v říjnu 2008 projekt přešel z SVN na distribuovaný systém Git hostovaný na serveru GitHub. MaNGOS je šířen pod licencí GPL. Tento projekt je jeden z hlavních otevřených server emulátorů, které podporují síťový protokol hry World of Warcraft. Je používán k vytváření privátních serverů.
MaNGOS je napsán C++ a C# a může být provozován pod různými databázovými prostředími, například MySQL, SQLite nebo PostgreSQL.
Podporuje hned několik verzí hry World of Warcraft - standardní MaNGOS se snaží jít ruku v ruce s nejnovějšími verzemi oficiálních serverů (současně patch 3.3.5a).

MaNGOS-Zero je projekt zaměřený na tzv. pre-TBC WoW, čili World of Warcraft na patch 1.12.1 bez jakéhokoli datadisku.

## Historie
MaNGOS projekt byl založen v září roku 2005 Danielem (theluda). První verze byla vypuštěna 13. září 2005; je založen na zdrojových kódech emulátoru WoWD 0.9.0, který byl napsán v C++.

## Roadmapa
- Milestone 0.0.1 – Endeavour (13. září 2005)
- Milestone 0.0.2 – Library (31. říjen 2005)
- Milestone 0.0.3 – Mango Carpet (nebyla zveřejněna)
- Milestone 0.1 – Lightbringer (4. prosinec 2005)
- Milestone 0.5 – Stable Master (20. září 2006)
- Milestone 0.6 – Black Dragonflight (29. leden 2007)
- Milestone 0.7 – Eye of the Storm (8. červenec 2007)
- Milestone 0.8 - Innkeeper (17. říjen 2007)
- Milestone 0.9 - Flight Master 15. prosinec, 2007
- Milestone 0.10 - 17. duben, 2008
- Milestone 0.11 - 22. červenec, 2008
- Milestone 0.12 - 22. prosinec, 2008
- Milestone 0.13 - 10. červen, 2009
- Milestone 0.14 - 6. říjen, 2009
- Milestone 0.15 - 10. leden, 2010
- Milestone 0.16 - 2. červenec, 2010
- Milestone 0.17 - (nevydán)
- Milestone 1.0 – Barmaid (nevydán)

## Trinity Core (fork)
V druhé polovině roku 2008 se od vývojářů MaNGOSu odštěpilo několik lidí a začalo pracovat na svém vlastním emulátoru (serverovém projektu), kterému dali název Trinity Core, a který z MaNGOSu přímo vychází (takové "odnoži" se říká fork).
Toto "rozdvojení" projektu vzniklo hlavně kvůli rozepřím ohledně způsobu programování tohoto emulátoru (Trinity Core má například jiné umístění skriptů, trochu jinou databázovou strukturu a mnoho dalších menších úprav kódu). Od té doby pokračuje vývoj obou emulátorů samostatně.

Zároveň Trinity používá svou vlastní dále vyvíjenou databázi - Trinity DataBase.
Stejně jako MaNGOS, i Trinity podporuje více verzí hry (je to několik "podprojektů", pro každou z těchto verzí hry jeden):
- Trinity Core Zero - patch hry 1.12.1 - stejně jako MaNGOS-Zero podporuje verzi hry na posledním patchi bez datadisků. (V současnosti se nevyvíjí.)
- Trinity Core - patch hry 2.4.3 - tato verze Trinity umožňuje vytvořit server pro hru na patchi 2.4.3 - poslední patch pro datadisk The Burning Crusade. (V současnosti se nevyvíjí.)
- Trinity Core 2 - toto je standardní verze Trinity, která se snaží držet krok s oficiálními servery. V současnosti podporuje patch hry 3.3.5a a nebo 4.3.4. (Vývoj vysoce aktivní).